# Georges Frêche
Georges Frêche (Puylaurens, 9 de julio de 1938-Montpellier, 24 de octubre de 2010) fue un político francés.

## Biografía
Estudió Derecho y Geografía en París. En 1977 fue elegido alcalde socialista de Montpellier, siéndolo hasta 2004. El mismo año de la renuncia a la alcaldía fue elegido presidente del Consejo Regional de Languedoc-Rosellón y ocupó el cargo hasta su fallecimiento en octubre de 2010 a los 72 años. En enero de 2007 fue expulsado del Partido Socialista por unas declaraciones contra los harkis, combatientes árabes que luchaban junto al Ejército francés contra los independentistas argelinos, tras lo cual presentó una candidatura alternativa con la cual ganó las elecciones regionales de marzo de ese mismo año. Tras su fallecimiento pasó a ocupar su cargo Christian Bourquin.